# Aalestrup
Aalestrup es un pueblo danés incluido dentro del municipio de Vesthimmerland, en la región de Jutlandia Septentrional.

## Historia
La localidad fue creada hace relativamente poco tiempo: durante la década de 1890, tras la construcción de una línea ferroviaria que atravesaba Vesthimmerland. Su origen fue una estación de tren instalada donde se unían las líneas que conectaban Løgstør —situado en la costa— con la importante ciudad de Viborg y con el nudo ferroviario de Hobro.

## Geografía
Aalestrup se sitúa en la parte norte de la península de Jutlandia, en su área central. Las localidades vecinas son las siguientes:
| Noroeste: Vognsild | Norte: Østrup | Noreste: Haverslev |
| Oeste: Gedsted     |               | Este: Hvilsom      |
| Suroeste: Ulbjerg  | Sur: Møldrup  | Sureste: Klejtrup  |

Su territorio es mayormente plano y dedicado a la agricultura a excepción de dos pequeños bosques situados en la parte norte. El río Simested atraviesa el término y pasa por el sur del casco urbano.

## Comunicaciones

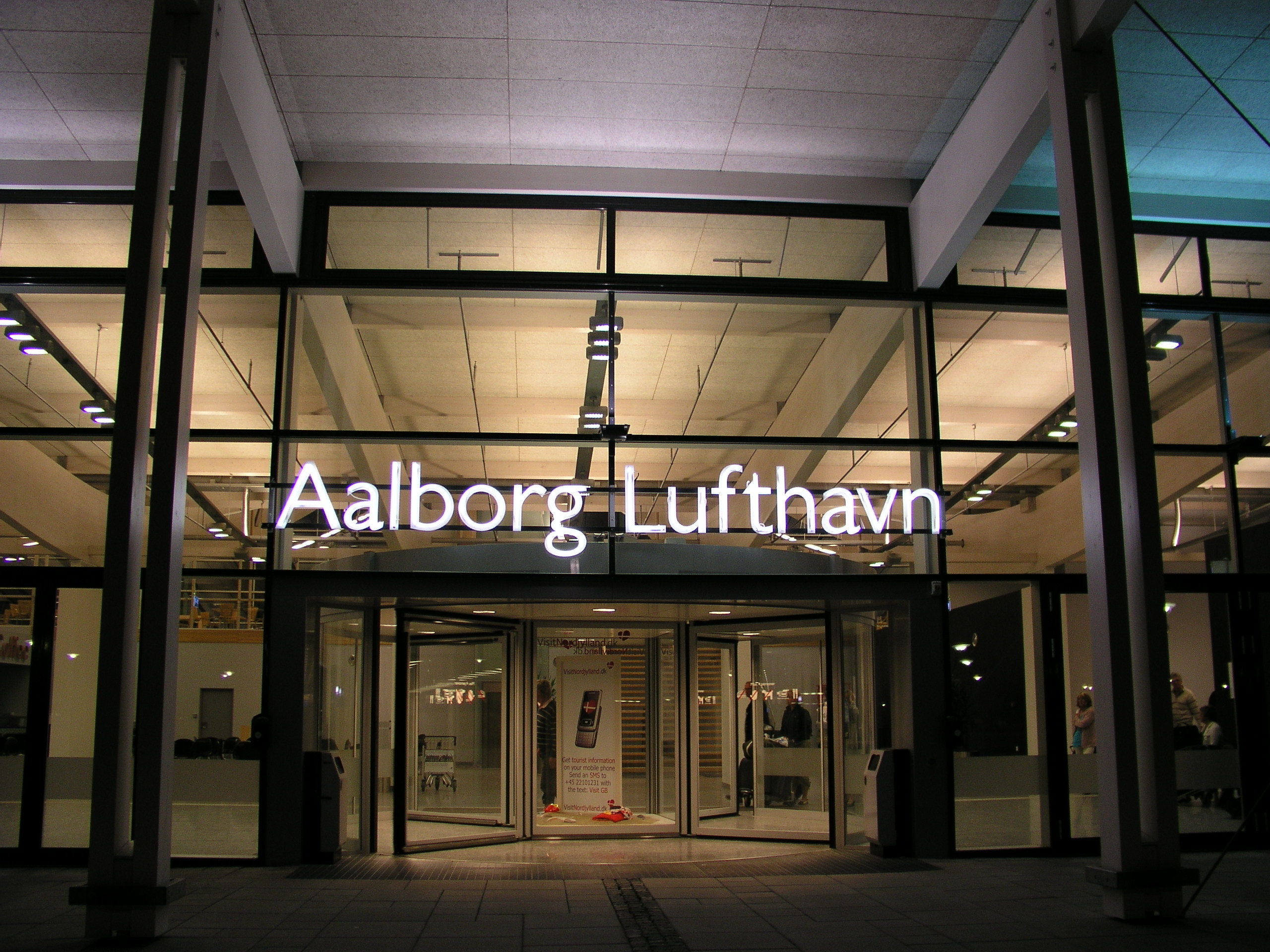
El aeropuerto de Aalborg es el más cercano a la localidad.

Por Aalestrup no pasa ninguna autopista. Su territorio es atravesado por la carretera nacional n.º 13 que discurre de norte a sur. De este a oeste lo hace la carretera regional n.º 561 que conecta el casco urbano con la carretera nacional n.º 29 y a través de esta, con la autopista E45. La carretera local Testrupvej comunica la población con las situadas al norte mientras que Fjelsøvej lo hace con las situadas al suroeste.
En su estación de autobuses tienen parada las líneas n.º 52 que la comunica con Aalborg; n.º 59 con Viborg; n.º 68 con Hobro y Gedsted;  n.º 552 Simested y 960X con Silkeborg.
No cuenta con conexión ferroviaria. La estación de tren más cercana se encuentra a 23 km en Hobro donde se puede acceder con la mencionada línea de autobús n.º 68. 
El aeropuerto de pasajeros más cercano es el aeropuerto de Aalborg situado a 52 km.

## Demografía
| Población de Aalestrup entre 2010 y 2017 |
|                                          |
| Fuente: Statistics Denmark.              |

A 1 de enero de 2017 vivían en la localidad 2775 personas de las que 1372 eran hombres y 1403 mujeres. Aalestrup está integrado dentro del municipio de Vetshimmerland y supone el 7,4% del total de su población. La densidad de población en este municipio era de 48 hab/km² muy inferior a la del total de Dinamarca que se sitúa en 133 hab/km².
En cuanto al nivel educativo, el 30 % de la población municipal entre 25 y 64 años tenía formación primaria y secundaria; el 47 % formación profesional y el 22 % formación superior.

## Economía
Los ingresos medios por familia dentro del municipio se situaban a finales de 2015 en 218 873 Kr (29 330 Eur) anuales. Estos eran inferiores a los ingresos medios a nivel regional (224 324 Kr) así como un 9 % inferiores al nivel nacional (241 339 Kr).
El nivel de desempleo se situaba en el 4,3 % para final de 2016. Similar al total regional (4,6 %) y nacional (4,2 %). El sector servicios absorbía la mayor parte del empleo superando el 70 % de los puestos de trabajo.
En la localidad existe oferta comercial y de servicios con supermercados, farmacia, gasolinera, oficinas bancarias y otros pequeños comercios.

## Turismo

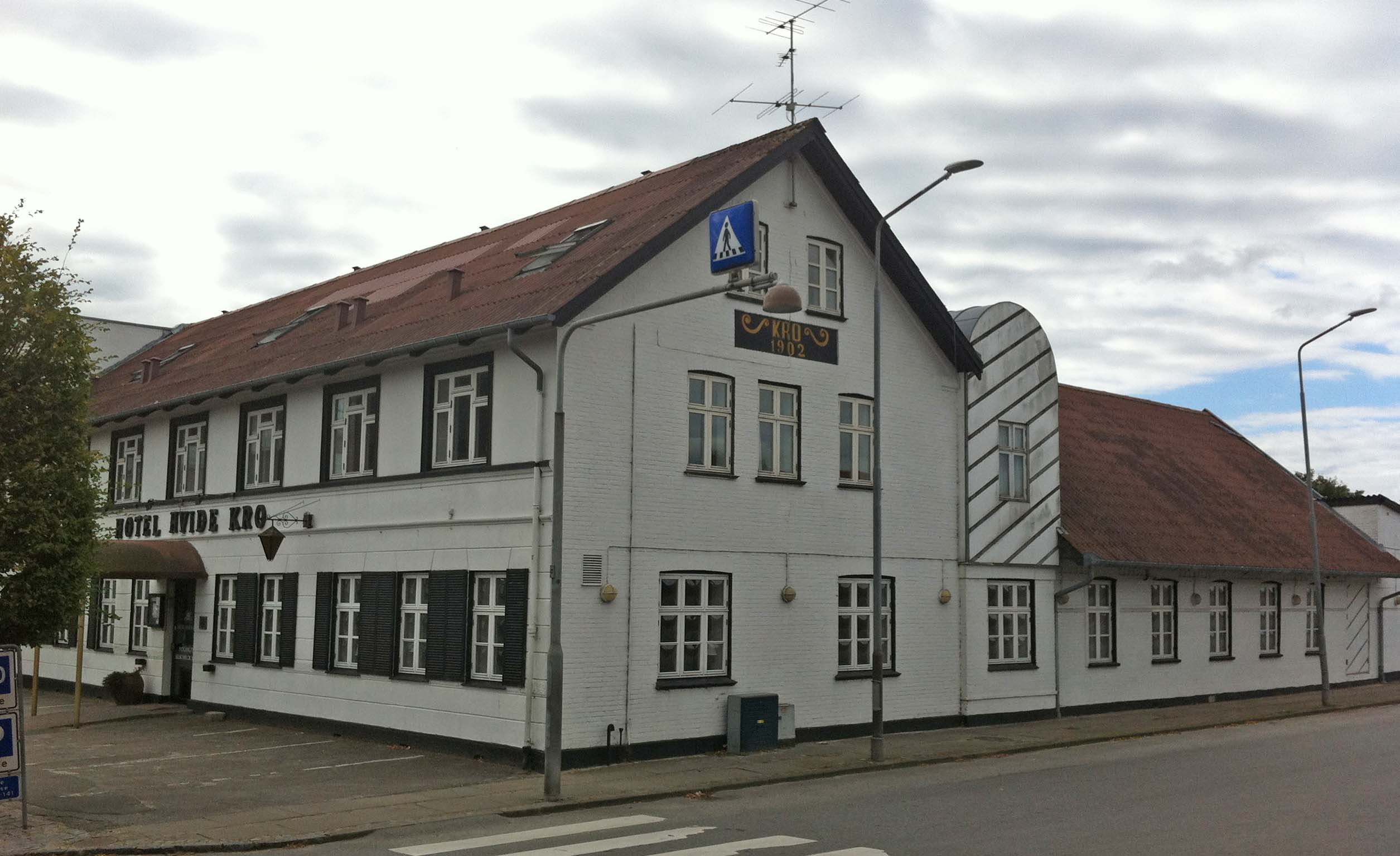
Hotel en Aalestrup.

Aalestrup cuenta con varias atracciones turísticas: un museo de la bicicleta, su iglesia y principalmente, su Jydske Rosenpark un jardín botánico que alberga más de 200 variedades diferentes de rosas. A 3 km del casco urbano se sitúa la iglesia de Testrup, construida en el siglo XV y junto a la que existía un hospital de acogida a peregrinos cuyas ruinas son visibles todavía.
Por la localidad pasa la antigua línea de ferrocarril entre Viborg y Løgstør que desde 2006 está reconvertida en una pista para senderismo y ciclismo. Igualmente, es punto de paso para la ruta de larga distancia denominada Hærvejen que discurre entre Hirtshals y Padborg.